# Hội Nghĩa
Hội Nghĩa is een xã in huyện Tân Uyên, een district in de Vietnamese provincie Bình Dương.
Hội Nghĩa ligt centraal in het district.